# علي خازم
علي حسن خازم هو عالم دين مسلم شيعي المذهب من مواليد برج البراجنة بلبنان سنة 1375 هجرية الموافقة 1956 ميلادية.
رئيس جمعية مركز صحف لحفظ التراث القرآني والكتابي و مؤسس متحف صُحُف القرآني في لبنان

## التكوين
بالإضافة لإجازته في الفلسفة من الجامعة اللبنانية درس الشيخ علي خازم العلوم الدينية في قم وبيروت بإيران ولبنان على التوالي بالإضافة للبحث الخارج في الفقه والأصول. وكيل ومجاز بالرواية والحسبة من عدد من المراجع وكبار العلماء المسلمين. وقد ساعده على التحصيل العلمي تمكنه من المطالعة بالعربية والفارسية والإنكليزية.

## أعماله
عمل الشيخ علي خازم بالتدريس في العديد من المعاهد والجامعات منها:
- معهد الرسول الأكرم للشريعة الإسلامية
- معهد السيدة الزهراء
- جامعة الرسول الأكرم
- جامعة آزاد
- معهد المعارف الحكمية

## انتسابه للمؤسسات العلمية والتعليمية
ينتسب الشيخ علي خازم للعديد من المؤسسات والهيئات العلمية اللبنانية والعالمية:
- امين سر مجلس الأمناء - عضو مؤسس في تجمع العلماء المسلمين- لبنان.
- عضو هيئة علماء جبل عامل السابقة وتجمع العلماء في جبل عامل - لبنان.
- عضو الهيئة العامة في المجلس الإسلامي الشيعي الأعلى في لبنان.
- عضو رابطة علماء بلاد الشام - دمشق.
- عضو المجمع العالمي للتقريب بين المذاهب الإسلامية
- عضو المجلس العالمي للغة العربية - بيروت.
- عضو الهيئة العلمية في معهد المعارف الحكمية – بيروت.
- عضو اللجنة المؤسسة لمعهدي الرسول الاكرم والسيدة الزهراء للشريعة الإسلامية - بيروت.
- عضو لجنة المناهج لجامعة الرسول الأكرم - بيروت
- عضو الهيئة العلمية لمجلة تراثيات – القاهرة.
- مسؤول الشؤون الثقافية – تجمع العلماء في جبل عامل (منذ شهر أيَّار 2011).

## مؤلفاته ومنشوراته
شارك وقدَّم أبحاثاً في أكثر من أربعين ندوة ومؤتمراً إسلامي في لبنان وخارجه كما نشر مقالات وابحاثا في عدد من الصحف والمجلات وصدرت له الكتب التالية:
- 1- مؤتمرعلماء الإسلام : إنقاذ القدس ونصرة الشعب الفلسطيني تكليف شرعي وواجب جهادي[2]
- 2- فتاوى علماء الإسلام في مسائل جهادية وحكم العمليات الاستشهادية[3]
- 3- مدخل إلى علم الفقه عند المسلمين الشيعة[4]
- 4- تجمع العلماء المسلمين في لبنان - تجربة ونموذج[5]
- 5- تحقيق رسالة في قواعد العقائد - الخواجة نصير الدين الطوسي
- 6- الكلام والعرفان - الشهيد مرتضى مطهري، تعريب
- 7- أربعون حديثا في الأخوة بين المؤمنين
- 8- السنة والشيعة مسلمون بالاشتراك مع الدكتور الشيخ عبد الله الحلاَّق
- 9- سبع رسائل في الإرث بين السنة والشيعة - جمع

عمل سابقاً مشرف ومدير عام لمجلتي الوحدة الإسلامية والبلاد اللبنانيتين كما أنه يحرر إضافة إلى مدونته الخاصة «مدوّنة الشيخ علي خازم» بمدونات أخرى مثل دار الغربة، تقريب، خزانة الآثار والمدوَّنة العاملية.